# Shimazu Yoshihiro
Shimazu Yoshihiro (島津義弘 (Đảo Tân Nghĩa Hoằng) 21 tháng 8, 1535 - 30 tháng 8, 1619) là một daimyo của vùng Satsuma, một danh tướng trong hai thời kỳ Azuchi-Momoyama và Sengoku. Ông là con trai thứ hai của Shimazu Takahisa và là em trai của Shimazu Yoshihisa. Dân gian vẫn tin rằng ông đã trở thành tộc trưởng thứ 17 của gia tộc Shimazu sau Yoshihisa, nhưng thực ra ông vẫn để Yoshihisa giữ vị trí của mình.
Ông là một viên tướng tài giỏi và đã đánh bại gia tộc Ito trong trận Kigasakihara năm 1572, một trong rất nhiều chiến thắng của ông. Ông góp công lớn trong việc thống nhất Kyūshū. Năm 1587, giao chiến với quân đội của Toyotomi Hideyoshi đang cố bình định Kyūshū, Yoshihiro vẫn chủ chiến kể cả khi anh mình và tộc trưởng Yoshihisa đã đầu hàng. Sau khi Yoshihisa liên tục yêu cầu ông đầu hàng, cuối cùng Yoshihiro tuân theo. Sau khi Yoshihisa đi tu, nhiều người cho rằng ông trở thành tộc trưởng nhưng quyền lực thực tế vẫn nằm trong tay Yoshihisa.
Ông là một tướng quân nhiệt thành và tài giỏi của Hideyoshi. Trong cả hai năm 1592 và 1597 trong Cuộc chiến bảy năm, Yoshihiro đã đến bán đảo Triều Tiên và đã đánh thắng nhiều trận. Năm 1597, cùng với Todo Takatora, Katō Yoshiaki và Konishi Yukinaga, Yoshihiro đánh bại hải quân của Won Kyun, giết Won Kyun tại trận. Tại trận Sacheon (泗川) (Tứ Xuyên) năm 1598, chỉ có 7 nghìn quân trong tay Yoshihiro vẫn đánh bại quân nhà Minh đông tới 37.000 người và diệt vài ngàn lính địch tại trận. Quân Shimazu dưới tay Yoshihiro được quân Minh gọi là "Đảo Tân dương quỷ 島津洋鬼" (đại ý là Những con quỷ Shimazu hay Những con quái vật Shimazu)". Trong trận chiến cuối, trận Noryang, hạm đội 500 thuyền của Yoshihiro hoàn toàn bị đánh tan tác bởi liên minh hải quân Triều Tiên/Minh dưới sự chỉ huy của Lý Thuấn Thần và Trần Lân. Kết thúc trận chiến, 200 trên 500 thuyền Nhật bị chìm. Đây là thất bại lớn nhất của Yoshihiro trong chiến dịch chinh phục Triều Tiên.
Trong trận Sekigahara năm 1600, Yoshihiro đáng lẽ đã về phe của Tokugawa Ieyasu. Khi Ieyasu yêu cầu, ông đã đem 1500 quân dưới trướng đến thành Fushimi để giúp Torii Mototada nhưng người này không chịu mở cửa thành cho ông vào vì không nhận được thông báo gì của Ieaysu. Tức giận, ông về phe của Ishida Mitsunari. Nhưng Yoshihiro cũng không hợp với Mitsunari, người không nghe bất kể một kế hoạch nào của Yoshihiro bao gồm một cuộc đột kích bất ngờ vào ban đêm trước ngày nổ ra trận chiến chính. Trong ngày giao chiến, Yoshihiro và 1.500 quân của mình đơn giản chỉ giữ vị trí của mình mà không tham chiến. Sau khi phần còn lại của quân Mitsunari bị quét sạch, Yoshihiro bị bao vây bởi 30.000 quân. Bị áp đảo về số lượng, Yoshihiro cố xông thẳng đến Ieyasu nhưng sau khi Shimazu Toyohisa yêu cầu ông đừng tự giết mình trong một trận chiến vô nghĩa. Yoshihiro sau đó đánh xuyên qua quân của Ieyasu để tìm đường thoát. Bằng cách tổ chức quân của mình vừa đánh vừa rút theo kiểu Sutegakari (捨て懸かり), phần lớn số người chết để giữ vị trí của mình và đẩy lùi các cuộc tấn công, trung quân vẫn chiến đấu. Toyohisa và phần lớn quân đội bị giết, nhưng cuộc đột kích và rút lui đã thành công và làm Ii Naomasa bị trọng thương. Sau khi đánh bại quân đuổi theo, ông đưa vợ mình ở Sumiyoshi, tỉnh Settsu và trở về tỉnh Satsuma bằng thuyền.
Sau khi biết được vì sao Yoshihiro làm như vậy trong trận chiến, Ieyasu cho phép gia tộc Shimazu giữ lại lãnh địa của mình và để con trai của Yoshihiro, Shimazu Tadatsune, kế vị ông. Yoshihiro an hưởng tuổi già ở Sakurajima và bắt đầu dạy những thế hệ trẻ của gia tộc. Ông mất năm 1619 và vài thuộc hạ đã kề vai sát cánh cùng ông trong chiến đấu đều tự sát theo ông.
Vai trò của Yoshihiro rất quan trọng đối với gia tộc Shimazu và cả Ieyasu lẫn Hideyoshi đều cố chia rẽ gia tộc bằng cách đối xử với Yoshihiro rất tốt trong khi lạnh nhạt với Yoshihisa, nhưng không thành công. Ông là một tín đồ đạo Phật sùng đạo, ông đã xây dựng một đài tưởng niệm cho quân địch trong Cuộc chiến bảy năm.

## Ảnh hưởng văn hóa

Hình Yoshihiro trong video game Samurai Warriors 2 của Koei.

Yoshihiro đã xuất hiện trong vài video game. Ông góp mặt trong game Kessen của Koei. Ông cũng xuất hiện trong game Sengoku Basara của Capcom. Ông cầm một thanh kiếm khổng lồ. Trong bản tiếng Anh của trò chơi, Devil Kings, ông được đổi tên là "Zaan", nhưng không thể điều khiển được vì vấn đề gameplay.
Yoshihiro xuất hiện trong video game Samurai Warriors 2 của Koei. Trong khi vẫn được thể hiện là một ông già, ông cầm một cái vồ khổng lồ và luôn ganh đua với Tachibana Ginchiyo (người thừa kế của nhà Tachibana ở Kyushu), trong khi trận đột kích bất ngờ là ý của Toyohisa (nhưng bị Mitsunari từ chối vì lý do danh dự) khi mở đầu màn Sekigahara.
Yoshihiro cũng xuất hiện trong game Sengoku Basara 2. Ông quyết đấu tay đôi với Honda Tadakatsu để xem ai mạnh hơn.
Ông là một nhân vật (có thể điều khiển) trong game Pokémon Conquest, sử dụng hai Pokémon chính là Gurdurr và Conkeldurr.
Ngoài ra, ông còn được đóng vào vai trò đại danh-chủ tướng của phe Shimazu trong Total war: Shogun II.